# Manaszlu
A Manaszlu (मनास्लु, angolos átírással Manaslu; ismert még Kutang néven is) a Föld nyolcadik legmagasabb hegye, amely a Mansiri-Himalájában található. A Manaszlu a szanszkrit eredetű manasza szóból ered, s jelentése: „szellemhegy”.

## Mászások története
- 1950-ben H. W. Tilman kutatásai alapján készült egy terv, mely északkelet felől közelítené meg a csúcsot.
- 1952-ben egy japán felderítőcsoport 5275 m-ig jutott a keleti falon.
- 1953-ban egy 15 tagú japán mászócsoportból 3 fő 7750 m-ig jutott az északkeleti oldalon.
- 1956. május 9-én a japán Imanisi Tosio és a nepáli Gyalzen Norbu meghódítja a csúcsot.
- 1971. május 17-én a japán Kazuharu Kohara és Kazuharu Motoki az északnyugati kiszögellésen keresztül eléri a csúcsot.
- 1971-ben a Kim Ho-Szup vezette dél-koreai expedíció északkeletről próbálkozik a csúcstámadással; mászás közben Kim Ki-Szup május 4-én életét veszti.
- 1972-ben egy osztrák expedíció (vezetője: Wolfgang Nairz) sikeresen feljutnak elsőként a csúcsra délnyugati irányból.
- 1972 áprilisában koreaiak próbálkoznak az északkeleti falon, de egy lavina betemette a táborukat 10-én, 6500 m magasságban; 15 halott, köztük 10 serpa.[1] Vezető a japán Jaszuhisza Kazunari.
- 1973. április 22-én a német Gerhard Schmatz, Gerhard „Sigi” Hupfauer és egy serpa megmászta a csúcsot az északkeleti úton.
- 1974. május 4-én egy csak nőkből álló japán expedíció hódítja meg a csúcsot, melynek során először jut fel nő 8000 m fölé. A visszafelé vezető úton (május 5.) a 4-es és 5-ös tábor között egy fő életét veszti a kimerültségtől.
- 1975. április 26-án egy spanyol expedíció feljut a csúcsra az északkeleti falon keresztül. Tagjai: Gerald Garcia, Jeronimo Lopez és Sonam (serpa).
- 1984. január 14-én Maciej Berbeka és Ryszard Gajewski egy lengyel expedíció keretein belül elsőként másszák meg télen a csúcsot a hagyományos útvonalon.
- 1997-ben Charlie Mace az első amerikai csúcshódító.
- 2002. május 13-án öt amerikai hegymászó és 2 serpa meghódítja a csúcsot. További információ: 2002-es amerikai Manaszlu-expedíció.
- 2006. május 29-én egy ausztrál hegymászó, Sue Fear visszatérőben a csúcsról lezuhan egy gleccserszakadékba (kb. 7800 m), s meghal.
- 2009. május 19-én Erőss Zsolt és Barna Dániel érték el magyarok közül elsőként a csúcsot.[2] A csúcstámadás során az expedíció orvos tagja, dr. Szabó Levente életét veszti. (részletek...)
- 2015. október 1-jén Klein Dávid feljutott a csúcsra oxigénpalack és teherhordók nélkül.[3]
- Ugyanezen a napon Benedek Zoltán székelyudvarhelyi születésű, osztrák állampolgárságú hegymászó sikeres csúcstámadást követően leereszkedés közben életét vesztette.[4]